# Tolkamer
Tolkamer ist ein Dorf in der Gemeinde Zevenaar in der niederländischen Provinz Gelderland. Es liegt am Provinzialweg N 811 direkt an der deutschen Grenze am Rhein am Übergang zum Bijlands-Kanal.

## Geschichte
1985 bis 2017 gehörte Tolkamer zur Gemeinde Rijnwaarden, zum 1. Januar 2018 wurden deren Gemeindeteile in Zevenaar eingegliedert.

## Sehenswürdigkeiten
- Geerlingshof, Bauernhaus von 1872
- Zollamt-Gebäude von 1905
- Reformierte Kirche von 1936